# 第二航空隊
第二航空隊(だい2こうくうたい）および昭和17年11月1日に改称した第五八二海軍航空隊（だい582かいぐんこうくうたい）は日本海軍の部隊の一つ。最前線の外南洋防衛の主力爆撃機隊として、太平洋戦争中盤に外南洋・爆撃・戦闘・哨戒行動に従事した。

## 沿革
第一弾侵攻作戦が完了し、第二段侵攻作戦の準備期に移行しつつある昭和17年5月31日に戦爆連合隊として臨時編成された。部隊番号は若いが、編成時期はかなり遅い部類になる。従来の臨時航空隊は、純粋な戦闘機隊(第三航空隊・第六航空隊など)、長距離攻撃隊（第一航空隊・第十四航空隊など)、局地哨戒偵察機隊(第三十二・第四十航空隊など)があるが、二空はどれにも属さない。多数の艦上爆撃機と護衛戦闘機から構成され、最前線基地から近距離の対艦攻撃を図った特殊な地上基地航空部隊である。第二段侵攻作戦の舞台となった外南洋に進出したが、到着直後に連合軍の反攻が始まった。しかし、最前線のブイン飛行場が未完成だったために、ラバウルを基地とせざるを得なかった。戦場となったガダルカナル島への往復は九九式艦上爆撃機では不可能なうえ、到着直後のツラギ報復攻撃のために片道攻撃を実行して機体を喪失し、進駐序盤は戦力とならなかった。以後は増援を受け、解隊まで外南洋で活動し、ラバウル航空隊の主力となった。

### 昭和17年（1942年）
- 5月31日：開隊。
- 8月6日：ラバウル進出（零式艦上戦闘機15・艦上爆撃機16）
- 8月7日：ツラギ奇襲。ツラギ沖の水上艦を9機で爆撃、駆逐艦1隻小破・全機喪失（撃墜2・消息不明4・不時着放棄3）。九九式艦上爆撃機の航続力では往復が不能なため、当初より着水・機体放棄を前提とした片道攻撃であった。
- 8月22日：零戦隊の一部は台南空ブナ派遣隊に帯同しブナに進出。
- 9月11日：零戦隊、第六航空隊と合同でヘンダーソン飛行場爆撃隊を護衛・空戦。二空に戦果・喪失なし。
- 9月28日：零戦隊、ブカに進出。この頃より戦爆連合爆撃を凍結、零戦隊の昼間強襲と陸攻隊の夜間爆撃に分離。二空零戦隊も参加。
- 10月3日：第2師団のガダルカナル島上陸を決行。零戦隊は船団の防空に従事。
- 10月7日：日進の重火器輸送を支援、零戦隊は防空に従事。荒天のため2機消息不明。
- 10月8日：ブイン飛行場落成、戦闘機隊進出。ブインには第六航空隊・第三十一航空隊が続行。
- 10月20日：24日の第2師団総攻撃への支援強襲開始。連日零戦隊は出撃。
- 11月1日：「第五八二海軍航空隊」（五八二空）に改称、編制変更。
- 11月11日：第三次ソロモン海戦前日の対艦攻撃に9機参加。翌日の海戦・14日の第17軍総攻撃への上空支援に従事。
- 11月15日：陸軍偵察機によりブナの敵飛行場発見。五八二空を攻撃隊に指定。
- 11月16日：ブナに敵増援部隊接近。二十六航戦の対艦爆撃に12機参加、輸送船3隻大破。
- 12月6日：二十六航戦、ブナへの輸送船団を攻撃。11機参加。
- 12月7日：二十六航戦、ブナの敵地上陣地を爆撃。6機参加。
- 12月27日：陸海軍共同航空作戦。五八二空艦爆12機・二〇四空零戦21機・第十二飛行団一式戦闘機31機。
- 12月28日：ブナ陥落、横須賀第五特別陸戦隊玉砕。残存戦力はギルワに撤退。

### 昭和18年（1943年）
- 1月2日：二〇四空と共同でネルソン岬沖の輸送船団を攻撃。
- 1月14日より「ケ号作戦」発動。ニューギニア戦線は小康。
- 2月1日：イサベル沖海戦に15機出撃。2機喪失。
- 3月28日：18機でニューギニアオロ湾の船団を攻撃。
- 4月7日：「い号作戦」発動。Y攻撃準備。
- 4月11日：Y攻撃に22機出撃。
- 4月14日：第二次Y攻撃に出撃。
- 4月16日：第三次Y攻撃中止、い号作戦終了。
- 6月16日：ルンガ沖航空戦：24機で対艦攻撃。13機喪失。
- 6月30日：レンドバ島上陸開始。翌日まで8機で泊地爆撃。5機喪失。
- 7月2日：龍鳳飛行機隊ラバウル着。以後、龍鳳艦爆隊と共同。
- 7月5日：ニュージョージア島上陸開始。7機で泊地爆撃。
- 7月：戦闘機隊は解散となり、純艦爆隊として再編成。戦闘機および搭乗員は二〇一空・二〇四空に編入[1]。
- 8月1日：レンドバ島泊地を16機で爆撃。
- 8月15日：ベララベラ島に敵上陸。25機で爆撃。
- 9月4日：サラモア沖の船団を8機で爆撃。
- 10月15日：ブナ沖の船団を15機で爆撃。14機喪失。
- 10月18日：第五〇一海軍航空隊ラバウル着。以後、五〇一空と共同。
- 10月25日：ラバウルに敵機襲来。2機邀撃に参加。
- 10月28日：「ろ号作戦」発動。11月1日に第一航空戦隊飛行隊ラバウル到着。
- 11月8日：第二次ブーゲンビル島沖海戦。五〇一空と合同で38機出撃。
- 11月12日：第一航空戦隊撤退。
- 11月17日：第五五二海軍航空隊ラバウル着。以後、五五二空と共同。
- 12月15日：ニューブリテン島マーカス岬に敵上陸。7機で爆撃。
- 12月17日：陸軍舟艇機動部隊のマーカス岬逆上陸を12機で支援爆撃。
- 12月21日：マーカス岬沖の船団を爆撃。31日まで断続的に実施。

### 昭和19年（1944年）
- 1月7日：ラバウル空襲激化。19日までに艦爆は15機に激減。
- 1月25日：第二航空戦隊（二航戦）ラバウル進出。
- 2月5日：五五二空撤退。
- 2月20日：二航戦撤退。
- 2月28日：五〇一空撤退。
- 3月4日：解隊。

2月17日のトラック島空襲によって補給路が断たれたことを機に、外南洋の放棄が決定。進駐以来ラバウルに留まっていた五八二空は解散し、トラックに後退した上で、残存していた九七艦攻6機を第五五一海軍航空隊に移譲した。

## 主力機種
- 九九式艦上爆撃機
- 零式艦上戦闘機…編成当初の戦闘機隊用。
- 九七式艦上攻撃機…増援機。解隊後に五五一空へ移譲した機体。

## 歴代司令
- 山本栄 中佐/大佐：昭和17年6月1日 - 昭和17年11月1日 第582海軍航空隊司令 - 昭和18年9月20日
- 峰松巌 大佐：昭和18年9月20日 - 昭和19年3月4日